# 利群香烟
利群香烟是杭州卷烟厂于1960年开始生产的一种香烟，销量在包括杭州在内的浙江省占很大比例，是中国知名的香烟品牌之一。1995年“利群”成功进行了“老牌翻新”的品牌改造。2003年杭州卷烟厂重组，利群香烟成为浙江中烟工业有限公司旗下卷烟品牌。2006年11月，利群香烟入选中国商务部公布的首批认定的“中华老字号”名单中。
利群香烟以淡雅、醇和风格为主，其中最主要的产品类型有利群新版、利群长嘴、利群休闲、利群阳光、利群神州等。2005年“利群”品牌系列产品销量为32.5万箱。2006年12月，“利群”品牌估价达110.1亿元人民币，位列中国最有价值品牌第15位。